# 宗臣
宗臣（1525年—1560年），字子相，號方城，直隸揚州府興化縣（今江蘇興化市）人。明朝官員、文學家。“後七子”之一。

## 生平
嘉靖二十八年（1549年）己酉科應天府鄉試第二十三名。嘉靖二十九年（1550年）庚戌科進士。歷任刑部主事、吏部稽勳司署員外郎，三十六年（1557年）二月升任福建布政司左參議，三十八年二月升本省提學副使，次年卒，年三十六。

## 著作
因為文學理念相近，加上同時尊崇復古文風，因此與李攀龍等人並列為後七子之一。除此，宗臣的詩也頗有盛唐之風。《明史》所记“视当世无人，七才子之名播天下。”所撰《宗子相集》十五卷，乃系嘉靖三十九年，值其病危之际，由其门人黄中等编次刊行，有明就正斋本，清《四库全书》本及其后裔手抄本。
小说《水浒传》最初的刻本就是施耐庵后人交由宗臣刻印的。

## 家庭
曾祖父宗璵；祖父宗憲章；父親宗周，曾任知縣。母徐氏。具庆下。弟宗原。
兴化宗氏系宋朝将领宗泽后裔，宗臣是宗泽第十七世裔孙，宗臣曾涉江过镇江祭扫京岘山宗泽墓，并赋诗一首：“丞相茔前枫树丹，润州城外送波澜。千秋不尽中原泪，此地真成故国看。一自燕云孤骑入，至今龙气大江寒。客游莫听胡茄起，白日青天处处残。”宗臣夫人陆氏未生育，故過繼其弟宗原的次孙宗绳祖為孫。